# Polleniopsis varilata
Polleniopsis varilata är en tvåvingeart som beskrevs av Chen och Fan 1993. Polleniopsis varilata ingår i släktet Polleniopsis och familjen spyflugor.
Artens utbredningsområde är Sichuan (Kina). Inga underarter finns listade i Catalogue of Life.